# Léopold Gnininvi
Léopold Gnininvi (né le 19 décembre 1942 à Aného), est un homme politique togolais.

## Biographie

### Carrière politique
Léopold Gnininvi est ministre d'État, ministre des Mines et de l'Énergie dans le gouvernement de Yawovi Agboyibo du 20 septembre 2006 au 13 décembre 2007.
Il devient ensuite ministre d'État, ministre des Affaires étrangères et de l'Intégration régionale (succédant à Zarifou Ayéva) du 13 décembre 2007 au 15 septembre 2008. De 2008 à 2012, il est ministre d’État, ministre de l’Industrie, de l'Artisanat et des Innovations technologiques dans le premier gouvernement de Gilbert Fossoun Houngbo.

## Distinctions
- Commandeur de l'ordre du Mono (2006)[3]